# Edward Stefan Łodwigowski
Edward Stefan Łodwigowski (Ilza, Polònia, 14 d'agost de 1815 - Varsòvia, 12 de novembre de 1895) fou un compositor i mestre de capella polonès.
El seu pare que era mestre de capella, s'encarregà de la seva educació musical. Tenia tan sols quinze anys quan restà orfe i substituí al seu pare en el càrrec de mestre de capella. Més tard continuà els estudis en el Conservatori Elsner de Varsòvia, on ben aviat adquirí justa fama, no tan sols com a professor de música, sinó també com a compositor. Entre les seves produccions hi figuren poloneses, masurques i cracovianes per a piano i per a orquestra, transcripcions de cants polonesos i motius d'òperes i música sacra.